# Međunarodni kod nazivlja za alge, gljive i biljke
Međunarodni kod nazivlja za alge, gljive i biljke (engleski: The International Code of Nomenclature for algae, fungi, and plants (ICN)), prijašnjeg naziva Međunarodni kod botaničkog nazivlja, (engleski: International Code of Botanical Nomenclature (ICBN) je skup pravila i preporuka koje se bave formalnim botaničkim imenima koja se daje biljkama, gljivama i još nekim skupinama organizama, svih onih koje se "tradicijski smatra algama, gljivama ili biljkama".(Preambula, paragraf 8)
Staro ime je promijenjeno na Međunarodnom botaničkog kongresu u Melbourneu srpnja 2011. kao dio Melbourneskog koda koji je zamijenio Bečki kod iz 2005. godine. Kao i prijašnji kodovi, stupa na snagu čim ga kongres ratificira, u subotu 23. srpnja 2011.), ali dokumentacija koda ne ide tako brzo nego treba neko vrijeme da jus se pripremi nakon kongresa. Preliminarni tekstovi članaka s najsignifikantnijim promjenama objavljeni su rujna 2011. godine.
Za uzgajane biljke postoji posebni kod, Međunarodni kod nazivlja uzgajanih biljaka (engleski: International Code of Nomenclature for Cultivated Plants (ICNCP, Cultivated Plant Code).